# Chedburgh
Chedburgh är en by och en civil parish i distriktet West Suffolk i Suffolk i England. Orten har 648 invånare (2001). Den har en kyrka.